# حسگر نازک‌بین راهنما

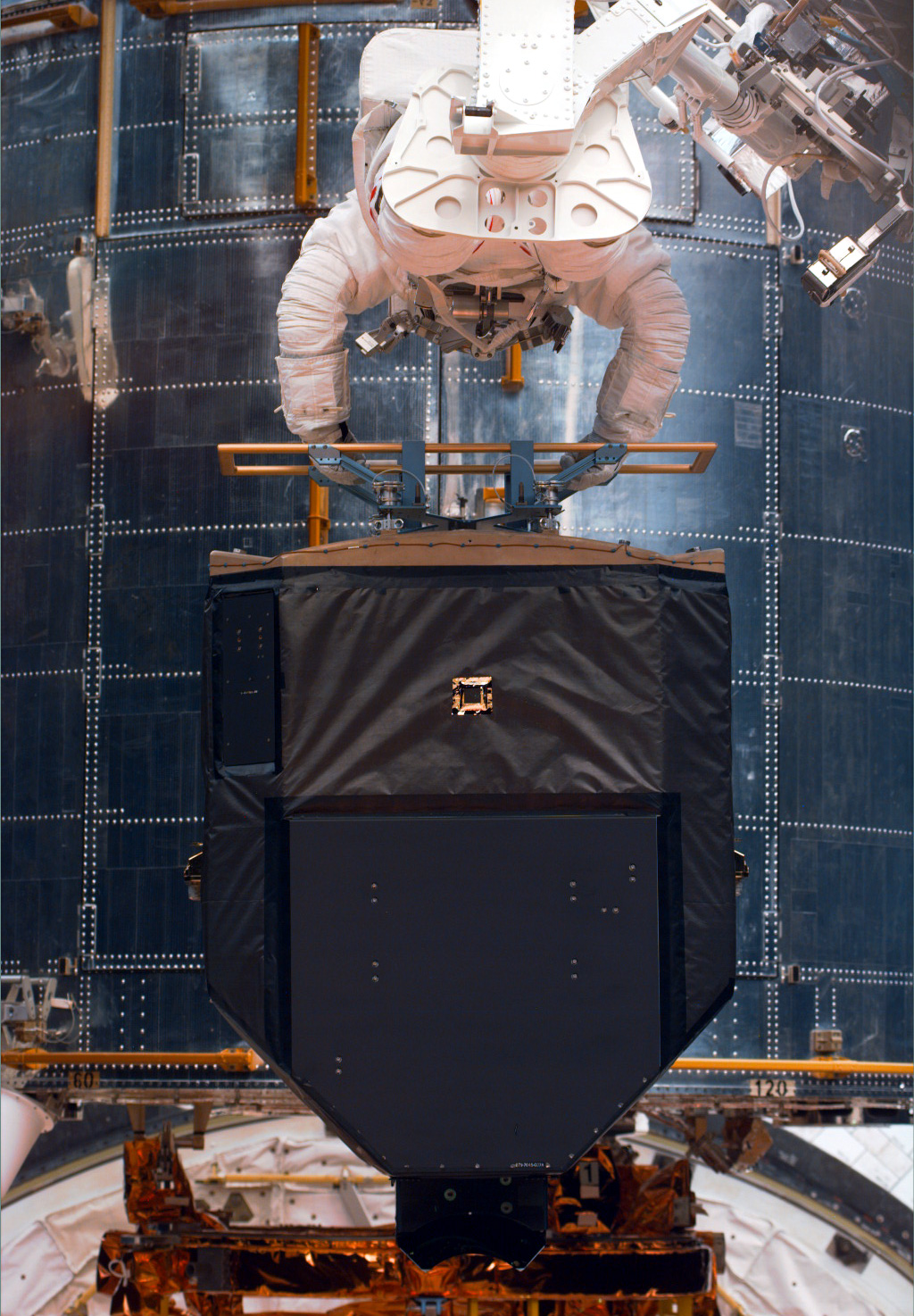
یکی از سه حسگر راهنمای نازک‌بین که در حین اجرای مأموریت ۲ در سال ۱۹۹۷ از آن عکس برداری شده‌است.

یک حسگر نازک‌بین راهنما (به انگلیسی: FGS;Fine Guidance Sensor) یا (FGS) ابزاری تداخل سنج است که با دقت نشانه‌گیری بالا اطلاعات لازم را به عنوان ورودی به سیستم‌های کنترل نگرش رصدخانه فضائی فراهم می‌کند. گونه پیشرفته این حسگر در تلسکوپ فضایی هابل به کار رفته و در سامانه جانشین آن تلسکوپ فضایی جیمز وب نیز با رویکرد فنی متفاوتی به کار گرفته شده‌است. این ابزار در موقعیت‌های ویژه دیگر مانند اخترسنجی به‌عنوان یک ابزار فنی کاربرد دارد.

## در تلسکوپ فضایی هابل
تلسکوپ فضایی هابل سه حسگر راهنمای (fgs) دارد. از دو تلسکوپ برای قرار دادن و قفل کردن تلسکوپ به سمت هدف مورد استفاده قرار می‌گیرد، و سومی که می‌تواند برای اندازه‌گیری موقعیت نیز مورد استفاده قرار گیرد - به اخترسنجی می‌پردازد. از آنجا که آنها بسیار دقیق هستند، می‌توان از آن‌ها برای اندازه‌گیری فواصل درخشان و همچنین بررسی سیستم‌های ستاره دوتایی استفاده کرد.
هر سه FGS در فاصله‌های ۹۰ درجه در اطراف محیط میدان دید تلسکوپ قرار دارند. برای دستیابی به دقت بسیار بالایی که هابل نیاز دارد، FGSها به عنوان تداخل سنج برای بهره‌برداری از ویژگی‌های موج مانند نور ورودی ستاره ساخته شده‌اند. با این گونه دقت و نازک‌بینی، حسگرها می‌توانند در حرکت ستارگان نزدیک به دنبال تکانی بگردند که می‌تواند حضور یک همدم سیاره‌ای را نشان دهد و تعیین کند که آیا ستاره‌های ویژه‌ای واقعاً دو ستاره هستند یا خیر، و قطر زاویه‌ای ستاره‌ها، کهکشان‌ها و غیره را اندازه‌گیری کنند.
به دلیل حساسیت FGSها؛ نمی‌توان از آنها در حالی که حسگر در ۵۰ درجه نسبت به خورشید قرار دارد، استفاده کرد.